# Nikolaï Skobline
Nikolaï Vladimirovitch Skobline (russe : Николай Владимирович Скоблин ; 9 juin 1893 - 1938 ?) est un militaire russe. Général des Armées blanches durant la guerre civile russe, il devint ensuite un agent double du NKVD. Il fut l'époux de Nadejda Plevitskaïa (1882–1940).

## Biographie

### La guerre civile
Pendant la guerre civile russe, Skobline est un officier réputé pour sa bravoure et sa férocité du régiment d'assaut de Kornilov. Les bolchéviques pris par ses hommes étaient pendus ou abattus sur le champ. Le 26 mars 1920, à l'âge de 26 ans, il est promu général-major.

### L'exil
Après la guerre civile, Skobline réside en France. Il s'est lié avec la Plevitzkaïa (Nadejda Plevitskaïa), diva qu'il a faite prisonnière en 1917 à Koursk, où son mari et manager Plevitzi a été tué. Skobline finit par la suivre, en gérant les recettes de ses spectacles. 
En 1930 ou 1931, il est recruté par l'Oguépéou et est mêlé à l'enlèvement de Ievgueni Miller, responsable de l'Union générale des combattants russes.

### Mort
Il décède en 1937 ou 1938 en Espagne sous les bombes de l'aviation franquiste. D'après le livre d'historien Boris Volodarsky (en) Stalin's Agent: The Life and Death of Alexander Orlov, il aurait été assassiné à Barcelone par des agents du NKVD, ce dont atteste une lettre codée d'Alexandre Orlov adressée à Nikolaï Iejov avant sa défection.